# Gotlands norra domsaga
Gotlands norra domsaga var en domsaga i Gotlands län.

## Administrativ historik
Domsagan bildades 1681 och omfattade Gotlands norra härad.
Domsagan uppgick 1 januari 1943 (enligt beslut den 5 juni 1942) i Gotlands domsaga.
Domsagan lydde under Svea hovrätt.
Domsagan bestod av ett tingslag: Gotlands norra tingslag.

## Häradshövdingar
| Ämbetstid | Namn                              | Levnadstid |
| --------- | --------------------------------- | ---------- |
| 1681–1703 | Lars Malmén                       | 1638–1710  |
| 1703–1721 | Jakob Clerck                      | 1678–1722  |
| 1721–1748 | Mårten Fries                      | 1695–1748  |
| 1748–1784 | Albrecht Grevesmühl               | 1709–1784  |
| 1784–1796 | Carl Gustaf Silfversparre         | 1760–1831  |
| 1796–1821 | Bengt Georg Brygger               | 1763–1821  |
| 1822–1831 | Carl Ulrik Stagnelius             | 1791–1831  |
| 1832–1841 | Per Jakob Ödman                   |            |
| 1842–1877 | Adolf Ludvig von Strussenfelt     | 1802–1882  |
| 1878–1891 | Alfred Waldenström                | 1843–1925  |
| 1891–1897 | Karl Johan Gustaf Andersson Dömle | 1851–1897  |
| 1897–1913 | Carl Nordenström                  | 1857–1938  |
| 1914–1931 | Johan August Toll                 | 1865–1931  |
| 1931–1942 | Karl-Fredrik Pfeiffer             | 1893–1980  |